# Charles Phalempin
 (juillet 2011).
Si vous disposez d'ouvrages ou d'articles de référence ou si vous connaissez des sites web de qualité traitant du thème abordé ici, merci de compléter l'article en donnant les références utiles à sa vérifiabilité et en les liant à la section « Notes et références ».
Charles Phalempin (Lille, 20 juillet 1844 - Londres, 1918) est un banquier français qui travailla longtemps au sein du réseau international du Comptoir national d'escompte de Paris. 
Il ouvrit les agences de Melbourne et de Sydney en Australie en 1881. Il fut aussi un collectionneur d'objets océaniens.

## Biographie
Né à Lille le 20 juillet 1844, ses parents sont Élisa Charlotte Henriette Motte et Marc François Joseph Phalempin, maître serrurier installé rue de Paris à Lille. Il est admis sur concours à l’École Supérieure de Commerce de Paris en 1861 et obtient une bourse du gouvernement. Il en sort diplômé en 1864 et en septembre de la même année entre au Comptoir d’Escompte de Paris comme Attaché au secrétariat général, alors dirigé par Edmond Adam (un haut fonctionnaire et homme politique qui dirigera le Secrétariat Général de 1853 à 1866) ; il travaillera également sous la direction de Victor Borie, une autre figure du Comptoir d’Escompte qui en sera directeur puis administrateur.

### Carrière au Comptoir National d'Escompte de Paris
En 1867, il est affecté au service de la Correspondance des Agences d’Outre-Mer et plus précisément à la Division de l’Étranger. 
Lorsque survient la guerre de 1870, Charles Phalempin est mobilisé et participera à la campagne de l’Armée du Nord et aux batailles de Bapaume et de Saint-Quentin. Il est vite nommé Lieutenant à l’État Major du général Faidherbe (un lillois comme lui) et sera proposé à deux reprises pour la Médaille militaire.
Il est nommé fondé de pouvoirs à l’agence de Bruxelles en mars 1872, puis est envoyé comme Comptable à l’agence de Bombay (créée en 1860) ce qui sera sa première expérience dans une agence située dans les colonies anglaises. Charles Phalempin est remarqué et très apprécié par sa hiérarchie et on lui confie, de novembre 1875 à février 1876 la mission de réorganiser le service des portefeuilles de l’agence de Londres.
Il revient à Paris en mai 1880 où il est nommé Chef de Division à la Correspondance générale du Comptoir au siège central. À cette époque le service de la Correspondance est un service important qui traite tous les courriers reçus par la banque et notamment les demandes de crédit. Mais Charles Phalempin ne restera pas longtemps à ce poste car le Comptoir prend en juillet 1880 la décision de s’établir en Australie et c’est à lui que la banque va confier cette mission.
Il vient d’avoir 36 ans et son parcours au Comptoir a été remarquable ; il connaît les arcanes du siège et a travaillé à trois reprises à l’étranger : Bruxelles, Bombay et Londres. Il est célibataire et ambitieux et sans doute accepte-t-il avec enthousiasme la mission que la banque lui confie. Il sait toute l’importance du commerce international dans les affaires du Comptoir et l’importance stratégique du développement international du Comptoir qui a déjà créé les agences de Shanghai, Calcutta, Bombay et San Francisco.
Le directeur-adjoint du Comptoir d’Escompte, Edward James Hardcastle, a été personnellement chargé de superviser la création des agences australiennes et sans doute est-ce la raison pour laquelle C. L. Hardcastle (frère de E. J. Hardcastle) a été désigné pour seconder Charles Phalempin dans cette mission. Au terme d’un voyage d’une quarantaine de jours, Charles Phalempin et C. L. Hardcastle arrivent en Australie. Charles Phalempin s’installe à Melbourne et C. L. Hardcastle à Sydney. Ils vont ensemble ouvrir les agences australiennes, en février à Melbourne puis en mars à Sydney.
En juin 1883, le Comptoir est saisi par le Ministère de la Marine et des Colonies d’une demande de mission en Nouvelle-Calédonie. Le Ministère souhaite que le Comptoir y ouvre une agence. La direction du Comptoir demande à Charles Phalempin de remplir cette mission et ce dernier établira son rapport le 11 juillet 1883. On peut supposer que le Comptoir, malgré la pression du Ministère de la Marine, n’était pas favorable à l’ouverture d’une agence en Nouvelle-Calédonie et que les conclusions de Charles Phalempin allaient dans le même sens ; toujours est-il que cette agence de Nouvelle-Calédonie ne fut pas créée.
En 1884, un article mentionne que Charles Phalempin est un des actionnaires de la société « Kimberley Investment Association Ltd » qui apportera ses actifs fonciers à la société « Leopold Downs Pastoral Company Ltd » qui envisage un projet d’élevage dans le North Kimberley. Fin 1889, on lui demande de se rendre aux Indes et de proposer une réorganisation des agences de Calcutta et de Bombay.
En 1889, le Consul de France de Melbourne proposera que Charles Phalempin reçoive la croix de la Légion d’Honneur, demande qui n’aboutira pas. Il en concevra quelque amertume et adressera le 9 mars 1890 à Charles de Freycinet, président du Conseil et Ministre du Commerce, de l’Industrie et des Colonies une lettre dans laquelle il détaille ses états de service. Il termine sa lettre de la manière suivante : « J’ai cru devoir, Monsieur le Président, dans l’intérêt de l’Établissement essentiellement National que je représente, donner à Votre Excellence ces quelques renseignements personnels. Ils expliquent qu’en dehors de mon rôle de juré à l’Exposition de Melbourne, j’ai, dans ma carrière déjà longue de représentant de la seule Banque française dans les Colonies anglaises, rendu au commerce français des services qui justifient doublement la proposition de Monsieur le Consul, proposition que je n’ai pas sollicitée, qui a été faite à mon insu et dont le succès aurait contribué à relever le prestige du Comptoir à l’Étranger ».
En avril 1891, Charles Phalempin est nommé directeur des agences de Londres et se voit en outre confié la responsabilité du service des agences d’Outre-Mer. C’est une responsabilité importante qu’il exercera jusqu’en mai 1893. Et en mai 1893, la direction lui confie une mission d’étude et d’inspection en Amérique (New-York, Chicago, San Francisco). En mai 1893, il est à nouveau proposé pour recevoir la croix de la légion d’Honneur, mais le Ministère des Colonies ne donnera pas suite à cette demande pourtant appuyée par un député et par l’Ambassadeur de France à Londres. À cette occasion, Ernest Denormandie, président du conseil d’administration du Comptoir National d’Escompte, interviendra en sa faveur et écrira en mars 1893 : « Le Directeur de notre agence de Londres, Mr Phalempin, qui a l’honneur d’être connu de vous est sur le point de retourner en Australie, où sa présence nous  a paru  désirable pour le bon fonctionnement de nos importantes Agences dans ce pays. Ainsi que vous le savez sans doute, Monsieur l’Ambassadeur, c’est Mr Phalempin qui a organisé en 1881 les Agences du Comptoir à Melbourne et à Sydney. Il a dirigé pendant dix années avec succès ces Agences qui ont rendu des services signalés au commerce Français avec l’Australie, tributaire jusqu’alors du marché anglais sur les provenances de ce pays ».
Puis en 1893, il va retourner en Australie, comme directeur général, poste qu’il avait quitté deux années auparavant ; était-ce à la demande de l’intéressé ou était-ce parce qu’il n’y avait personne d’autre pour assumer la responsabilité de ces agences australiennes ? Nous n’avons pas réussi à établir la réponse à cette question. Charles Phalempin quitte l’Australie en 1899. Curieusement nous ne trouvons pas mention par les journaux australiens de son départ et nous ne savons pas dans quelles conditions il a quitté l’Australie et vraisemblablement le Comptoir d’Escompte à la même date. Toujours est-il qu’il effectue en 1899 une mission à la Côte de Somalie et au Harrar pour le compte de la Banque de l’Afrique du Sud, suivie en 1901 d’une mission au Transvaal pour la protection des intérêts français engagés dans les mines.
En 1902, il revient en Australie pour le compte de la société de Fives-Lille, société très proche de la Société des Anciens Établissements Cail (avec laquelle elle fusionnera par la suite) et dont il avait été le représentant en Australie dès 1882, qui soumissionne alors pour le projet de construction du fameux Sydney Harbour Bridge, lequel ne sera réalisé qu’en 1932.
En 1903, il rejoint le Crédit Industriel et Commercial et est nommé directeur de l’agence de Londres, responsabilité qu’il exercera au moins jusqu’en 1913. En 1913, il est nommé, sur proposition du Ministère des Affaires Étrangères, chevalier dans l’ordre de la légion d’Honneur,décoration qui lui sera remise par le Président de la République, Raymond Poincaré, lors d’un voyage de ce dernier à Londres.
Le 4 février 1911 une annonce dans la presse australienne mentionne la vente de la maison de Noel-Upper Macedon à Victoria. Il s’agit d’une maison que Charles Phalempin avait achetée. Il meurt à Londres en 1918.
Il existe, encore aujourd’hui à Macedon une rue « Phalemphin » qui, malgré son nom mal orthographié, évoque la mémoire du premier directeur du Comptoir en Australie.

## Famille
Charles Phalempin rencontre, peu après son arrivée, une australienne (sans doute récemment immigrée de Londres) qui s’appelle Sarah Joske. Il l’épouse en 1882. Nous ne savons pas pour quelle raison C. L. Hardcastle ne restera que peu de temps en Australie (environ une année), mais nous savons que l’agence de Sydney sera dirigé dès 1882 par Charles Shard ; or la femme de Charles Shard (Theresa Joske) est la sœur de Sarah Joske. Charles Phalempin a-t-il rencontré sa femme par l’intermédiaire de Charles Shard, ou a-t-il rencontré Charles Shard par l’intermédiaire de sa femme, voilà une énigme que nous n’avons pas résolue. 

## Collection
Charles Phalempin avait, au cours de sa vie dans l’hémisphère austral, constitué une collection d’objets océaniens en provenance de Nouvelle-Calédonie et d’Australie ; sa fille Claire en fera don en 1920 au Musée d’Histoire Naturelle et d’Ethnographie de Lille où elle est actuellement conservée.